# Protonuraghe Albucciu

Protonuraghe Albucciu

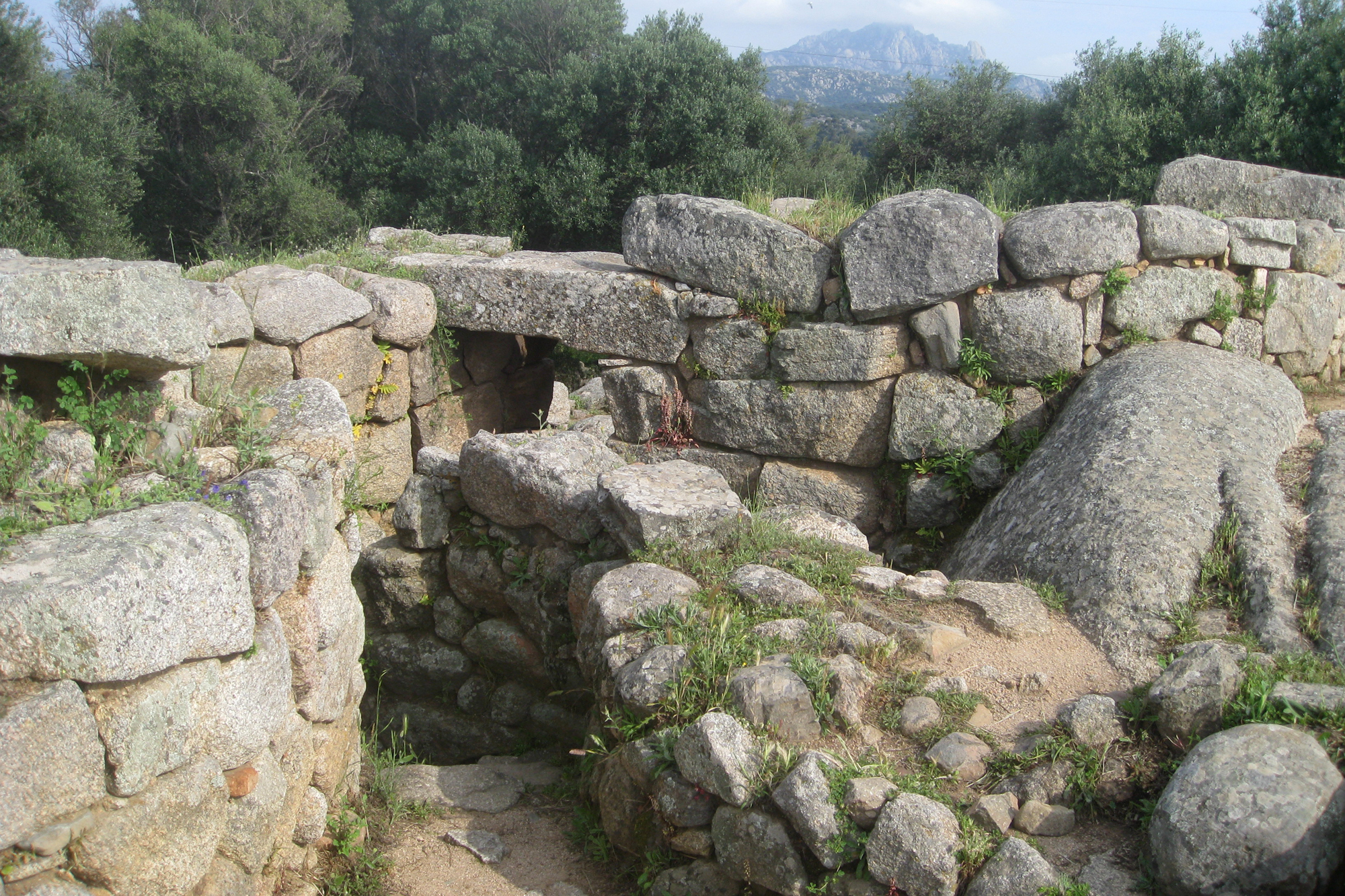
Treppenzugang zur Dachterrasse

Die 1960 und 1961 ausgegrabene Protonuraghe Albucciu bei Arzachena (Provinz Nord-Est Sardegna) in der Gallura stellt unter den sardischen Nuraghen eine Besonderheit dar und erinnert an eine korsische Torre. Neben der Protonuraghe wurden Überreste eines Rundhüttendorfes und etwa 80 m entfernt die eines Gigantengrabes gefunden. Protonuraghen (auch Korridor- oder Pseudonuraghen, italienisch Nuraghe a corridoio) sind die Vor- oder Frühform der klassischen Turmbauten oder Tholosnuraghen (italienisch Nuraghe a tholos) der bronzezeitlichen Nuraghenkulturen Sardiniens.
Die Nuraghe ist an einen Granitfelsen angebaut, und ihre aus Granitquadern erbauten Räumlichkeiten weichen hinsichtlich ihrer Form oder Anordnung sowohl von den Anlagen der Protophase, deren Konstruktionsmerkmale die Nuraghe jedoch in vielen Details aufweist, als auch von den Kuppelanlagen ab, obwohl er auch Räume mit Kraggewölbe zeigt. Der über zwei Stufen erreichbare Zugang scheint durch eine Verschlussvorrichtung gesichert worden zu sein, von der sich noch die Spuren der Widerlager und der Hubvorrichtung (mittels Seil) fanden. Der Zugang führt in eine ungewöhnliche, trapezförmige Vorhalle, von der aus man in drei Richtungen weiter gelangt, ein Prinzip, das bereits die Domus de Janas zeigen:
- Rechts in einen Kuppelraum mit kopfseitiger, ellipsoider Nische, neben der ein Kriechgang nach außen führt.
- Links geht es zu einer gangartigen, teilweise in den Fels gearbeiteten Nische.

Am Ende der Vorhalle zweigt ein Gang ab
- in den größten, teilweise in den Fels gearbeiteten Raum,
- in eine weitere, diesmal trapezoide Nische
- in den Treppentrakt, der auf die obere Plattform führt.

Auf ihr liegen die Reste zweier Rundbauten.

## Zeitstellung
Die etwa 300 Protonuraghen auf Sardinien entstanden während der Phase B der zweiphasigen Bonnanaro-Kultur, die als Nachfolger der sowohl megalithischen als auch kupferzeitlichen Monte-Claro-Kultur etwa zwischen 1800 und 1500 v. Chr. herrschte.
In der Nähe befindet sich das Gigantengrab von Moru und der kleine Tempel von Malchittu.